# Comuna Melnîkî-Mostîșce, Kamin-Kașîrskîi
Melnîkî-Mostîșce (în ucraineană Мельники-Мостище) este o comună în raionul Kamin-Kașîrskîi, regiunea Volînia, Ucraina, formată din satele Melnîkî-Mostîșce (reședința) și Mostîșce.

## Demografie
Componența lingvistică a satului Melnîkî-Mostîșce
     Ucraineană (99,44%)
     Alte limbi (0,56%)
Conform recensământului din 2001, majoritatea populației satului Melnîkî-Mostîșce era vorbitoare de ucraineană (99,44%), existând în minoritate și vorbitori de alte limbi.